# Le Fossé
Le Fossé és un municipi francès situat al departament del Sena Marítim i a la regió de Normandia. L'any 2007 tenia 444 habitants.

## Demografia

### Població
El 2007 la població de fet de Le Fossé era de 444 persones. Hi havia 156 famílies de les quals 24 eren unipersonals (12 homes vivint sols i 12 dones vivint soles), 52 parelles sense fills, 72 parelles amb fills i 8 famílies monoparentals amb fills.
La població ha evolucionat segons el següent gràfic:
Habitants censats

### Habitatges
El 2007 hi havia 184 habitatges, 162 eren l'habitatge principal de la família, 18 eren segones residències i 4 estaven desocupats. Tots els 183 habitatges eren cases. Dels 162 habitatges principals, 133 estaven ocupats pels seus propietaris, 23 estaven llogats i ocupats pels llogaters i 6 estaven cedits a títol gratuït; 11 tenien dues cambres, 37 en tenien tres, 44 en tenien quatre i 70 en tenien cinc o més. 120 habitatges disposaven pel capbaix d'una plaça de pàrquing. A 75 habitatges hi havia un automòbil i a 73 n'hi havia dos o més.

### Piràmide de població
La piràmide de població per edats i sexe el 2009 era:
| Homes | Edats   | Dones |
| ----- | ------- | ----- |
| 0     | 95 o +  | 0     |
| 0     | 90 a 94 | 0     |
| 0     | 85 a 89 | 0     |
| 8     | 80 a 84 | 0     |
| 12    | 75 a 79 | 4     |
| 4     | 70 a 74 | 12    |
| 8     | 65 a 69 | 16    |
| 4     | 60 a 64 | 8     |
| 12    | 55 a 59 | 12    |
| 4     | 50 a 54 | 16    |
| 36    | 45 a 49 | 28    |
| 20    | 40 a 44 | 20    |
| 4     | 35 a 39 | 16    |
| 20    | 30 a 34 | 8     |
| 12    | 25 a 29 | 8     |
| 16    | 20 a 24 | 12    |
| 16    | 15 a 19 | 20    |
| 4     | 10 a 14 | 12    |
| 4     | 5 a 9   | 4     |
| 4     | 0 a 4   | 4     |

## Economia
El 2007 la població en edat de treballar era de 290 persones, 205 eren actives i 85 eren inactives. De les 205 persones actives 188 estaven ocupades (103 homes i 85 dones) i 17 estaven aturades (8 homes i 9 dones). De les 85 persones inactives 31 estaven jubilades, 23 estaven estudiant i 31 estaven classificades com a «altres inactius».

### Ingressos
El 2009 a Le Fossé hi havia 178 unitats fiscals que integraven 463,5 persones, la mediana anual d'ingressos fiscals per persona era de 17.510 €.

### Activitats econòmiques
Dels 21 establiments que hi havia el 2007, 1 era d'una empresa extractiva, 1 d'una empresa de fabricació d'altres productes industrials, 6 d'empreses de construcció, 3 d'empreses de comerç i reparació d'automòbils, 2 d'empreses d'hostatgeria i restauració, 1 d'una empresa financera, 5 d'empreses de serveis i 2 d'empreses classificades com a «altres activitats de serveis».
Dels 10 establiments de servei als particulars que hi havia el 2009, 1 era un taller de reparació d'automòbils i de material agrícola, 1 guixaire pintor, 2 fusteries, 2 lampisteries, 3 veterinaris i 1 restaurant.
L'any 2000 a Le Fossé hi havia 26 explotacions agrícoles que ocupaven un total de 528 hectàrees.

## Equipaments sanitaris i escolars
El 2009 hi havia una escola elemental.

## Poblacions més properes
El següent diagrama mostra les poblacions més properes.